# Pavillon Landais
 (janvier 2015).
Si vous disposez d'ouvrages ou d'articles de référence ou si vous connaissez des sites web de qualité traitant du thème abordé ici, merci de compléter l'article en donnant les références utiles à sa vérifiabilité et en les liant à la section « Notes et références ».
Le Pavillon Landais est un hôtel situé sur la commune de Soustons, dans le département français des Landes.

## Présentation
L'hôtel est construit par l'architecte Henri Godbarge, pour le compte de Jacques Doussau, issu d'une famille de magistrats et propriétaires terriens du sud des Landes. Il est inauguré en 1934.
Henri Godbarge signe là l'une de ses plus belles réalisations néo-landaises pour un particulier. Situé sur les berges du lac de Soustons, le Pavillon Landais est en partie construit sur pilotis.
Le chiffre apposé sur l'argenterie du Pavillon Landais, dessiné par Mme Doussau, inspira le chiffre utilisé par la Compagnie générale transatlantique et l'orfèvre Christofle pour décorer l'argenterie des première-classe du Normandie .
En 1940, l'hôtel est réquisitionné par la Wehrmacht.
Le Pavillon Landais accueille de nombreuses personnalités des arts et de la politique dans les années 1930. Le peintre d'Hossegor Jean-Roger Sourgen y exposait ses toiles.
L'hôtel ferme définitivement ses portes en mars 2002.
Alain Ducasse y a été apprenti.